# Enediol
Un enediol es un alqueno enol con un grupo hidroxilo unido a ambos átomos de carbono del doble enlace de carbono.
Es un intermediario en la interconversión entre gliceraldehído-3-fosfato (GADP) y dihidroxiacetona fosfato (DHAP). Existe el 1, 1 enediol y el 1, 2 enediol.
En solución fuertemente alcalina, el 1, 2-enediol sufre una eliminación en el C-3 para producir 3-desoxiglicosulosa, la 3-desoxiglicosulosa sufre un rearreglo del tipo del ácido bencílico hacia ácido metasacarínico. Una serie similar de reacciones conduce a la formación de los ácidos sacarínico e isosacarínico, para el ácido sacarínico la eliminación ocurre en el C-1, y  para el ácido isosacarínico la eliminación ocurre en el C-4.